# Mesobuthus philippovitschi
Espèce
Synonymes
- Buthus eupeus philippovitschi Birula, 1905

Mesobuthus philippovitschi est une espèce de scorpions de la famille des Buthidae.

## Distribution
Cette espèce est endémique d'Iran,. Elle se rencontre dans les provinces du Golestan, du Mazandéran et de Khorassan-e Razavi.

## Description
Le mâle syntype mesure 55 mm et la femelle syntype 63 mm.
Le mâle décrit par Kovařík, Fet, Gantenbein, Graham, Yağmur, Šťáhlavský, Poverenni et Nouvruzov en 2022 mesure 53,88 mm et la femelle 55,37 mm.

## Systématique et taxinomie
Cette espèce a été décrite sous le protonyme Buthus eupeus philippovitschi par Birula en 1905. Elle suit son espèce dans le genre Mesobuthus en 1950. Elle est placée en synonymie avec Mesobuthus eupeus eupeus par Kovařík, Yağmur, Fet et Navidpour en 2011. Elle est relevée de synonymie et élevée au rang d'espèce par Kovařík, Fet, Gantenbein, Graham, Yağmur, Šťáhlavský, Poverenni et Nouvruzov en 2022.

## Étymologie
Cette espèce est nommée en l'honneur d'E. M. Philippovitsch.

## Publication originale
- Birula, 1905 : « Beiträge zur Kenntniss der Scorpionenfauna Persiens (Dritter Beiträge). » Bulletin de l'Académie impériale des sciences de St.-Pétersbourg, sér. 5, vol. 23, p. 119-148 (texte intégral).